# 아사쿠라 미치코
아사쿠라 미치코(일본어: 朝倉 道子 あさくら みちこ[*])는 전 다카라즈카 가극단 여역이자 전 츠키구미 부조장이다.
본명은 오카 쇼코(岡昭子)이다. 고치현 고치시 출신이다. 예명의 유래는 출신지인 고치시 아사쿠라에서 따왔다. 재단 시절의 애칭은 "쇼짱(昭ちゃん)", "오카상(岡さん)"이다. 이 전의 예명은 아사쿠라 이토코(朝倉 糸子)였다.

## 약력ㆍ인물
1940년, 다카라즈카 음악무용학교 (현 다카라즈카 음악학교)에 입학하여, 1943년에 다카라즈카 가극단 30기생으로 입단했다.
1952년?부터 1953년?까지 츠키구미 부조장을 맡았다.
1956년 1월 1일자로 다카라즈카 가극단을 퇴단하였다. 최종출연 공연 연목은 『국성야합전(国姓爺合戦)』이다.

## 재단 시절 주요 무대
- 『白き花の悲歌（エレジー)』 (유키구미・1951년)
- 『虞美人』모모무스메 役 (츠키구미・1951년)

## 영화 출연
- 연풍가도(恋風街道) (1954년, 토호)- 딸 오소데(娘お袖)

## 수상이력
- 다카라즈카 가극단 연도상・조연연기상 (1953년)